# آسه (اندر-ا-لوار)
آسه (به فرانسوی: Assay) یک کمون در فرانسه است که در canton of Richelieu واقع شده‌است. آسه ۱۴٫۵۳ کیلومتر مربع مساحت دارد.